# Topología del subespacio
En la topología y áreas afines de las matemáticas, un subespacio de un espacio topológico X es un subconjunto S de X que está dotado de una topología inducida a partir de X llamada topología del subespacio (o topología relativa, o topología inducida, o topología de traza).

## Definición
Dado un espacio topológico (X,{\displaystyle \tau }) y un subconjunto S de X, la topología del subespacio en S se define por
{\displaystyle \tau }s = {SᑎU|Uᕮ{\displaystyle \tau }}
Es decir, un subconjunto de S es abierto en la topología del subespacio si y sólo si es la intersección de S con un conjunto abierto en (X,ԏ). Si S está equipado con la topología del subespacio, entonces es un espacio topológico por derecho propio, y se llama subespacio de (X,ԏ) . Se suele suponer que los subconjuntos de los espacios topológicos están equipados con la topología del subespacio, a menos que se indique lo contrario.
Alternativamente podemos definir la topología del subespacio para un subconjunto S de X como la topología más gruesa para la que el mapa de inclusión {\displaystyle \iota }: S → X es continuo.
Más generalmente, supongamos que {\displaystyle \iota } es una inyección desde un conjunto S a un espacio topológico X. Entonces la topología del subespacio sobre S se define como la topología más gruesa para la que ί es continua. Los conjuntos abiertos en esta topología son precisamente los de la forma {\displaystyle \iota ^{-}1(U)} para U abierto en X. S es entonces homeomorfo a su imagen en X (también con la topología subespacial) e {\displaystyle \iota } se llama una incrustación topológica.
Un subespacio S se llama subespacio abierto si la inyección {\displaystyle \iota } es un mapa abierto, es decir, si la imagen directa de un conjunto abierto de S es abierta en X. Igualmente se llama subespacio cerrado si la inyección {\displaystyle \iota } es un mapa cerrado.

## Terminología
La distinción entre un conjunto y un espacio topológico a menudo se desdibuja notacionalmente, por conveniencia, lo que puede ser una fuente de confusión cuando uno se encuentra por primera vez con estas definiciones. Así, siempre que S es un subconjunto de X, y (X, {\displaystyle \tau }) es un espacio topológico, entonces los símbolos sin adornos "S" y "X" pueden usarse a menudo para referirse tanto a S como a X considerados como dos subconjuntos de X, y también a {\displaystyle (S,\tau _{S})} y {\displaystyle (X,\tau )} como los espacios topológicos, relacionados como ya se ha dicho. Así, frases como "S un subespacio abierto de X" se utilizan para significar que {\displaystyle (S,\tau _{S})} ) es un subespacio abierto de {\displaystyle (X,\tau )} en el sentido utilizado anteriormente; es decir: (i) {\displaystyle S\in \tau }; y (ii) S se considera dotado de la topología del subespacio.

## Ejemplos
A continuación, {\displaystyle \mathbb {R} } representa los números reales con su topología habitual.
- La topología del subespacio de los números naturales, como subespacio de {\displaystyle \mathbb {R} }, es la topología discreta.[3]
- Los números racionales {\displaystyle \mathbb {Q} } considerados como un subespacio de {\displaystyle \mathbb {R} } no tienen la topología discreta ({0} por ejemplo no es un conjunto abierto en {\displaystyle \mathbb {Q} }). Si a y b son racionales, entonces los intervalos (a, b) y [a, b] son respectivamente abiertos y cerrados, pero si a y b son irracionales, entonces el conjunto de todos los x racionales con a < x < b es ambos abierto y cerrado.[3]
- El conjunto [0,1] como subespacio de {\displaystyle \mathbb {R} } es a la vez abierto y cerrado, mientras que como subconjunto {\displaystyle \mathbb {R} } solo es cerrado.[3]
- Como un subespacio de {\displaystyle \mathbb {R} }, [0, 1] ∪ [2, 3] se compone de dos subconjuntos abiertos disjuntos (que resultan ser también cerrados), y por lo tanto es un espacio desconectado.[3]
- Sea S = [0, 1) un subespacio de la recta real {\displaystyle \mathbb {R} }. Entonces [0, 1⁄2) está abierto en S pero no en {\displaystyle \mathbb {R} }. Asimismo [1⁄2, 1) es cerrado en S pero no en {\displaystyle \mathbb {R} }. S es a la vez abierto y cerrado como un subconjunto de sí mismo, pero no como un subconjunto de {\displaystyle \mathbb {R} }.[3]

## Propiedades
La topología del subespacio tiene la siguiente propiedad característica. Sea Y un subespacio de X y sea {\displaystyle {\boldsymbol {i}}} : Y → X  el mapa de inclusión. Entonces, para cualquier espacio topológico Z un mapa {\displaystyle {\boldsymbol {f}}} : Z → Y es continuo si y sólo si el mapa compuesto {\displaystyle {\boldsymbol {i\circ f}}} es continuo.

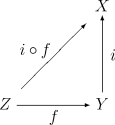

Esta propiedad es característica en el sentido de que se puede utilizar para definir la topología del subespacio en Y.
Enumeramos algunas propiedades más de la topología del subespacio. A continuación, dejemos que S  sea un subespacio de X.
- Si {\displaystyle {\boldsymbol {f}}} : X → Y  es continua, entonces la restricción a S es continua.
- Si {\displaystyle {\boldsymbol {f}}} : X → Y  es continua, entonces  {\displaystyle {\boldsymbol {f}}} : X → {\displaystyle {\boldsymbol {f}}} (X) es continua.
- Los conjuntos cerrados en S son precisamente las intersecciones de S con conjuntos cerrados en X.
- Si A es un subespacio de S entonces A es también un subespacio de X con la misma topología. En otras palabras, la topología del subespacio que A hereda de S es la misma que la que hereda de X.
- Supongamos que S es un subespacio abierto de X (entonces  {\displaystyle S\in \tau }). Entonces un subconjunto de S es abierto en S si y sólo si es abierto en X.
- Supongamos que S es un subespacio cerrado de X (entonces X \ {\displaystyle S\in \tau }) . Entonces un subconjunto de S es cerrado en S si y sólo si es cerrado en X.
- Si B es una base para X entonces {\displaystyle Bs=\{U\cap S:U\in B\}} es una base para S.
- La topología inducida en un subconjunto de un espacio métrico al restringir la métrica a este subconjunto coincide con la topología del subespacio para este subconjunto.

## Preservación de las propiedades topológicas
Si un espacio topológico que tiene alguna propiedad topológica implica que sus subespacios tienen esa propiedad, entonces decimos que la propiedad es hereditaria. Si sólo los subespacios cerrados deben compartir la propiedad, lo llamamos débilmente hereditario.
- Todo subespacio abierto y todo subespacio cerrado de un espacio completamente metrizable es completamente metrizable.
- Todo subespacio abierto de un espacio de Baire es un espacio de Baire.
- Todo subespacio cerrado de un espacio compacto es compacto.
- Al ser un espacio de Hausdorff es heredable.
- Al ser un espacio normal es débilmente hereditario.
- La acotación total es hereditaria.
- Al ser totalmente desconectado es hereditario.
- La primera contabilidad y la segunda contabilidad son hereditarias.